# ديسمبر (فلم)
ديسمبر فيلم جزائري من إخراج محمد الأخضر حمينة سنة 1973.

## القصة
في الجزائر العاصمة، خلال ثورة التحرير الجزائرية، يقوم الجيش الفرنسي باعتقال أحد مسؤولي جبهة التحرير الوطني، ويستخدمون أعنف الأساليب لجعل السجناء يتحدثون.

## الممثلون
- سيد علي كويرات: سي أحمد
- ميشيل أوكلير: العقيد سانت مييران
- جوليان جويومار: الجنرال بومونت
- غينيفيف بيج: بياتريس دي سانت ميران
- أندريه ثورينت : الجنرال ميشون
- جان كلود بيرك: القائد ليتيل
- مصطفى كاتب
- أندريه روير: القس
- جاك فرانسوا
- حسن الحسني
- عائشة عجوري
- ليلى شنا
- مالك الأخضر حمينة

## روابط خارجية
- ديسمبر على موقع IMDb (الإنجليزية)
- ديسمبر على موقع قاعدة بيانات الأفلام العربية
- ديسمبر على موقع أول موفي (الإنجليزية)
- ديسمبر على موقع فيلمافينيتي (الإسبانية)
- ديسمبر على موقع قاعدة بيانات الفيلم (الإنجليزية)
- ديسمبر على موقع ليتربوكسد (الإنجليزية)
- ديسمبر على موقع كينوبويسك (الروسية)